# Quercus bella
Quercus bella — вид рослин з родини букових (Fagaceae), поширений у південно-східному Китаї.

## Опис
Це дерево заввишки до 30 метрів. Гілочки кутасті, запушені, стають голими. Листки від ланцетних до довгасто-еліптичних, 8–15 × 2–3.5 см; верхівка загострена; основа клиноподібна, злегка коса; край зазубрений у верхівковій половині; верх темно-зелений, блискучий; низ безволосий; ніжка листка гладка, завдовжки 1–2 см. Цвітіння у лютому — квітні. Жіночі суцвіття до 1–2 см. Жолуді сплющені, поодинокі до 3, у діаметрі 25 мм, завдовжки 15 мм; чашечка охоплює основу горіха, з 6–8 концентричними кільцями; дозрівають у перший рік.

## Середовище проживання
Поширений у південно-східному Китаї (Хайнань, Гуандун, Гуансі); на висотах від 200 до 700 метрів. Населяє вологі ліси.